# La Vacha
La Vacha (en francès Beauvallon) és un municipi francès situat al departament de la Droma i a la regió d'Alvèrnia-Roine-Alps. L'any 2007 tenia 1.628 habitants.

## Demografia

### Població
El 2007 la població de fet de Beauvallon era de 1.628 persones. Hi havia 616 famílies de les quals 116 eren unipersonals (44 homes vivint sols i 72 dones vivint soles), 244 parelles sense fills, 220 parelles amb fills i 36 famílies monoparentals amb fills.
La població ha evolucionat segons el següent gràfic:
Habitants censats

### Habitatges
El 2007 hi havia 641 habitatges, 617 eren l'habitatge principal de la família, 13 eren segones residències i 11 estaven desocupats. 577 eren cases i 63 eren apartaments. Dels 617 habitatges principals, 518 estaven ocupats pels seus propietaris, 92 estaven llogats i ocupats pels llogaters i 7 estaven cedits a títol gratuït; 6 tenien una cambra, 11 en tenien dues, 56 en tenien tres, 181 en tenien quatre i 363 en tenien cinc o més. 535 habitatges disposaven pel capbaix d'una plaça de pàrquing. A 257 habitatges hi havia un automòbil i a 341 n'hi havia dos o més.

### Piràmide de població
La piràmide de població per edats i sexe el 2009 era:
| Homes | Edats   | Dones |
| ----- | ------- | ----- |
| 4     | 95 o +  | 4     |
| 4     | 90 a 94 | 17    |
| 10    | 85 a 89 | 37    |
| 10    | 80 a 84 | 15    |
| 20    | 75 a 79 | 26    |
| 22    | 70 a 74 | 24    |
| 34    | 65 a 69 | 38    |
| 61    | 60 a 64 | 37    |
| 64    | 55 a 59 | 70    |
| 86    | 50 a 54 | 89    |
| 67    | 45 a 49 | 83    |
| 49    | 40 a 44 | 57    |
| 77    | 35 a 39 | 56    |
| 50    | 30 a 34 | 80    |
| 48    | 25 a 29 | 31    |
| 65    | 20 a 24 | 46    |
| 41    | 15 a 19 | 38    |
| 74    | 10 a 14 | 58    |
| 77    | 5 a 9   | 59    |
| 51    | 0 a 4   | 44    |

## Economia
El 2007 la població en edat de treballar era de 1.028 persones, 702 eren actives i 326 eren inactives. De les 702 persones actives 665 estaven ocupades (349 homes i 316 dones) i 37 estaven aturades (16 homes i 21 dones). De les 326 persones inactives 168 estaven jubilades, 87 estaven estudiant i 71 estaven classificades com a «altres inactius».

### Ingressos
El 2009 a Beauvallon hi havia 605 unitats fiscals que integraven 1.557 persones, la mediana anual d'ingressos fiscals per persona era de 20.242 €.

### Activitats econòmiques
Dels 37 establiments que hi havia el 2007, 1 era d'una empresa alimentària, 3 d'empreses de fabricació d'altres productes industrials, 3 d'empreses de construcció, 3 d'empreses de comerç i reparació d'automòbils, 2 d'empreses de transport, 3 d'empreses d'hostatgeria i restauració, 1 d'una empresa d'informació i comunicació, 2 d'empreses financeres, 1 d'una empresa immobiliària, 6 d'empreses de serveis, 8 d'entitats de l'administració pública i 4 d'empreses classificades com a «altres activitats de serveis».
Dels 8 establiments de servei als particulars que hi havia el 2009, 2 eren tallers de reparació d'automòbils i de material agrícola, 1 paleta, 1 guixaire pintor, 1 electricista, 2 perruqueries i 1 restaurant.
Dels 2 establiments comercials que hi havia el 2009, 1 era una fleca i 1 una llibreria.
L'any 2000 a Beauvallon hi havia 4 explotacions agrícoles.

## Equipaments sanitaris i escolars
L'únic equipament sanitari que hi havia el 2009 era una farmàcia.
El 2009 hi havia 1 escola maternal i 1 escola elemental.

## Poblacions més properes
El següent diagrama mostra les poblacions més properes.